# Lee Ji-sun
Lee Ji-sun, (이지선), anche conosciuta come Sun Lee (Seul, 6 aprile 1983), è una modella sudcoreana, eletta Miss Corea 2008. Lee ha donato l'intera vincita ad una fondazione benefica che si occupa degli anziani. Ha inoltre svolto il ruolo di ambasciatrice della pace in Corea del Nord per la World Trade Centers Association.
In seguito ha partecipato al concorso Miss Universo 2008, dove nonostante le previsioni e l'addestramento svolto con Ines Ligron, che in precedenza si era occupata anche di Riyo Mori e Kurara Chibana, Lee Ji-sun non è riuscita a classificarsi durante la finale del concorso.
Ha studiato presso la Parsons The New School for Design.